# Stone (gruppo musicale)
Gli Stone sono un gruppo musicale thrash metal finlandese originario di Kerava e formatosi nel 1985.
Il gruppo si è sciolto nel 1992, per poi riformarsi occasionalmente nel 2000 e nel 2008, prima di riprendere ufficialmente la propria attività nel 2012.

## Formazione
Membri attuali
- Janne Joutsenniemi – basso, voce (1985–presente)
- Roope Latvala – chitarra (1985–presente)
- Pekka Kasari – batteria (1985–presente)
- Markku Niiranen – chitarra (1990–presente)

Ex membri
- Jiri Jalkanen – chitarra (1985–1990)

## Discografia

### Album in studio
- 1988: Stone
- 1989: No Anaesthesia!
- 1990: Colours
- 1991: Emotional Playground

### Album dal vivo
- 1992: Free

### Raccolte
- 1998: Stoneage
- 2008: Stoneage 2.0
- 2013: Complete
- 2018: Light Entertainment – Complete Early Works